# Megyeháza (Eger)
Az egri megyeháza a barokk épületeiről nevezetes Kossuth Lajos utca 9. számú épülete.

## Története
Heves vármegye közgyűlése 1747 decemberében határozta el, hogy a megyének állandó székházat kell építeni, mivel addig a hivatalos ügyeket a tisztviselők lakásukon intézték, a hivatalos iratokat különböző helyeken őrizték, a megyegyűléseket pedig a püspöki palotában tartották. Ehhez Barkóczy Ferenc püspök javaslatára megvásárolták a Fekete Sas fogadó helyét, és ezen a telken építhették fel az U alakú hivatali épületet, aminek terveit Gerl Mátyás bécsi építész készítette el.
Az udvarában álló épület (tervezte: Gerl József) 1769-től a 20. század elejéig a megyei börtön volt, majd a megyei levéltár irodái kaptak benne helyet. A börtönépület közepén kialakított kápolna falába nyílásokat vágtak, hogy minden rab „részt vehessen” a miséken. A fölső emeletet 1838–39-ben építették a korábbi épületre az evangélikus rabok számára — nekik külön kápolnát alakítottak ki.1832-ben selyemgombolyító üzemet építettek a közelben a rabok foglalkoztatására.

## Látnivalói
A barokk homlokzatot három, kőből faragott, aranyozott címerek díszítik:
- középen Magyarország régi címere
- jobb oldalon Heves megye címere
- a bal oldalon az építtető Barkóczy Ferenc püspök címere

A főkapu feletti félköríves betétrács kovácsoltvas díszítése Fazola Henrik munkája. A díszrácson három aranyozott szobrot helyezett el: a Hit, a Remény és az Igazság allegóriáit. A megyeháza külső falán kicsiny emléktábla emlékeztet a várost 1878. augusztus 31-én elpusztító árvízre.
A kapubejáró alatti a város jelképeivé is vált híres kapuk ugyancsak Fazola Henrik művei: a két kaput és főbejárat fölött díszrácsot 1758–61 között készítette el. A címeres kapu a jobb oldalon, eredeti helyén áll; ezen az épület homlokzatán elhelyezett három címert kovácsoltvasból formálta meg. A bal oldali, szőlőfürtös kapu eredetileg a második emeleten, az ülésterem és a lépcsőház között állt. A két kapu a rokokó művészet kiemelkedő alkotása.
Az udvarban az egykori megyei börtön, épületét Gerl József (Gerl Mátyás unokaöccse) tervezte, ugyancsak barokk stílusban, ami a börtönökre egyáltalán nem volt jellemző. 1764-69 között építették; a homlokzaton levő kálvária szobrait Singer Mihály készítette.
1993-ban az épületet múzeummá alakították. Jelenleg két kiállítás látható benne:
- Heves megye és Eger a XVIII–XIX. században,
- Heves Megyei Sportmúzeum.

Az épülete előtt Kemény Ferenc szobra áll — ő volt a nemzetközi olimpiai mozgalom egyik magyarországi élharcosa; és magyar részről ő írta alá Pierre de Coubertin báróval a nyári olimpiai játékok megrendezésének szándéknyilatkozatát. A szobor mögött, a lépcsőfeljáró alatt elhelyezett márványtáblán a különböző nyári és téli olimpiákon részt vett Heves megyei sportolók neveit sorolják fel — a listán 2008-ban 88 olimpikon szerepel 157 olimpiai részvétellel.

## Képgaléria

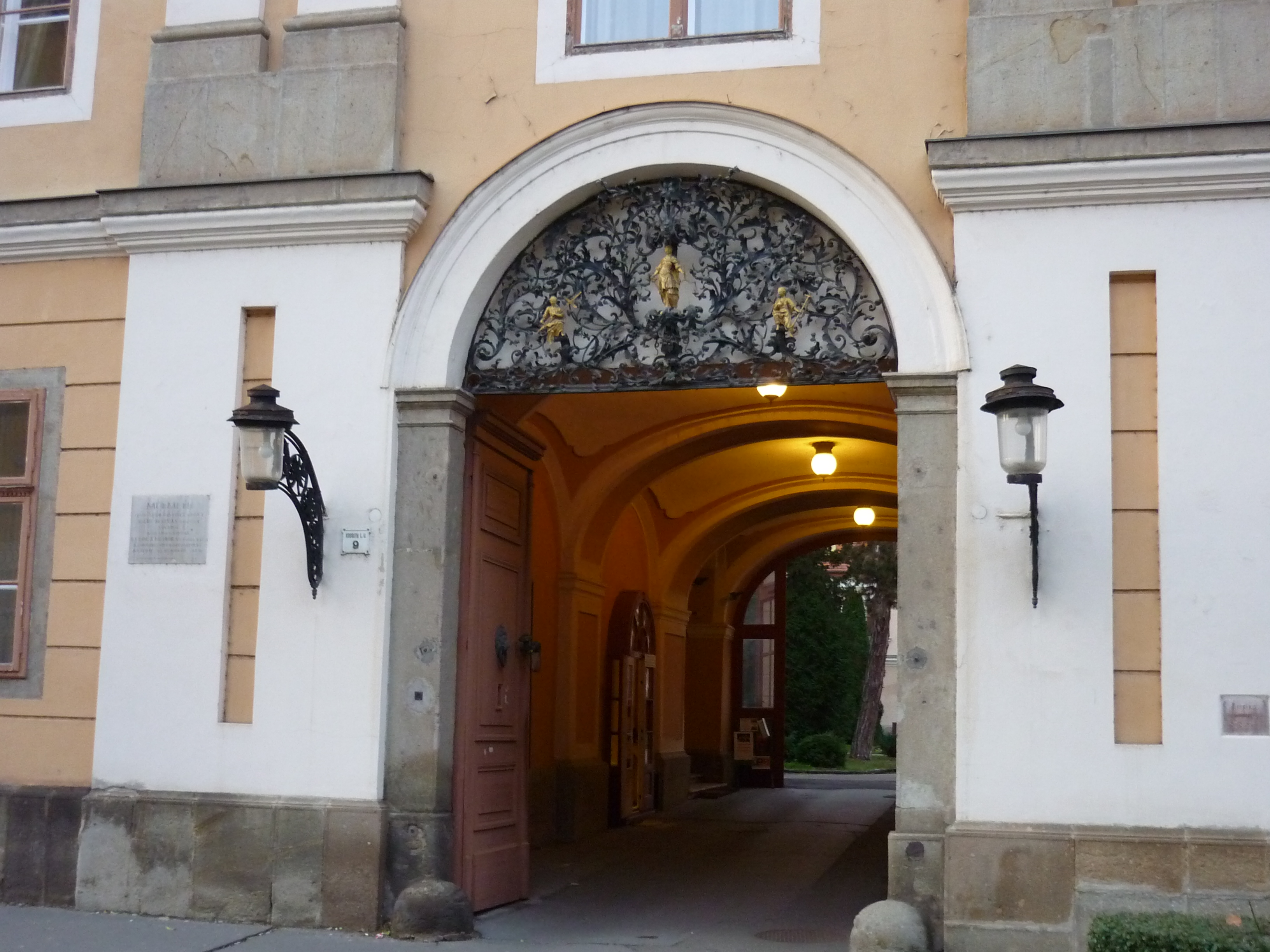
A főkapu félköríves betétrácsa a Hit, a Remény és az Igazság allegóriájával
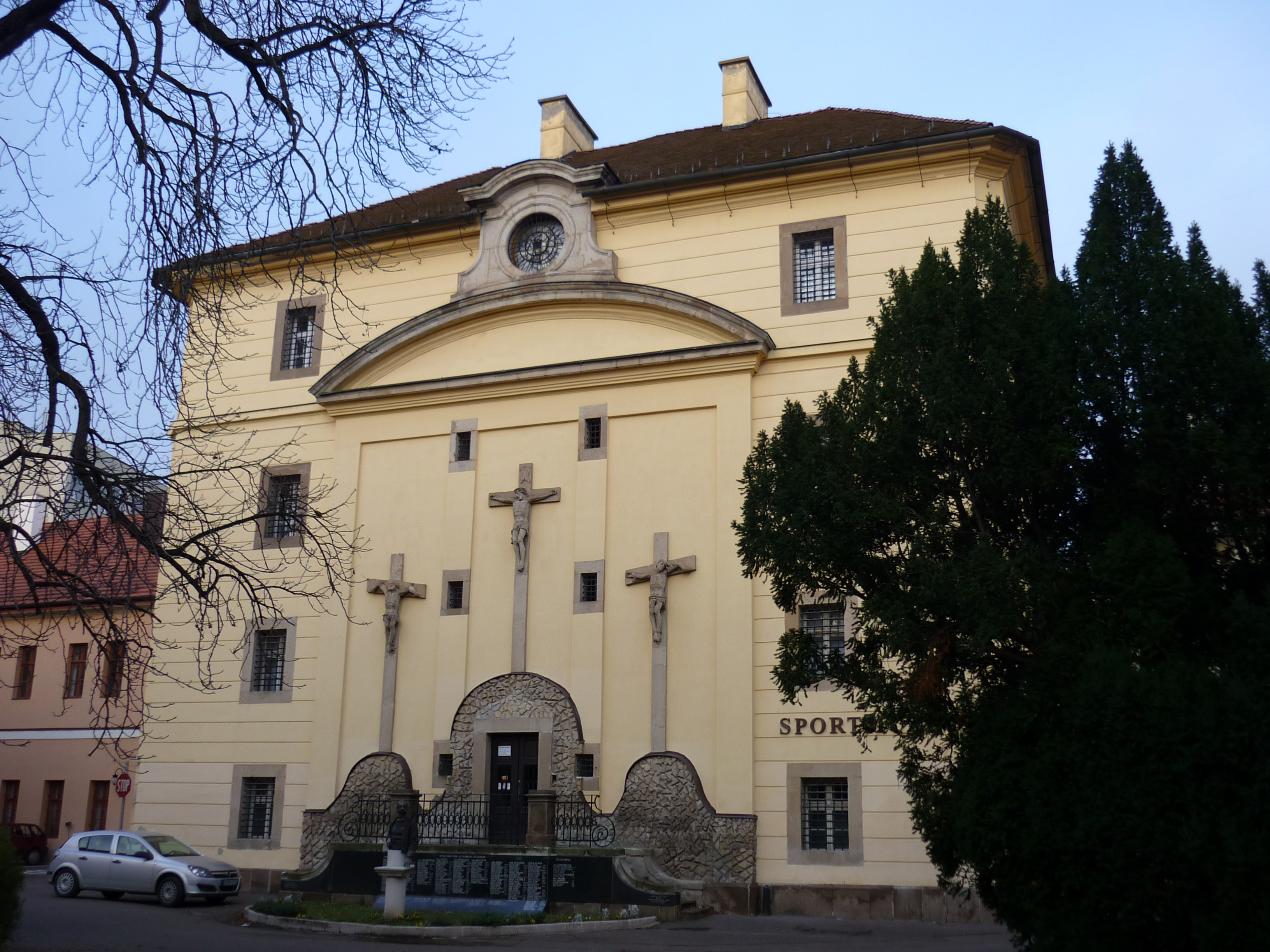
Az egykori börtön (most Sportmúzeum) a megyeháza udvarán
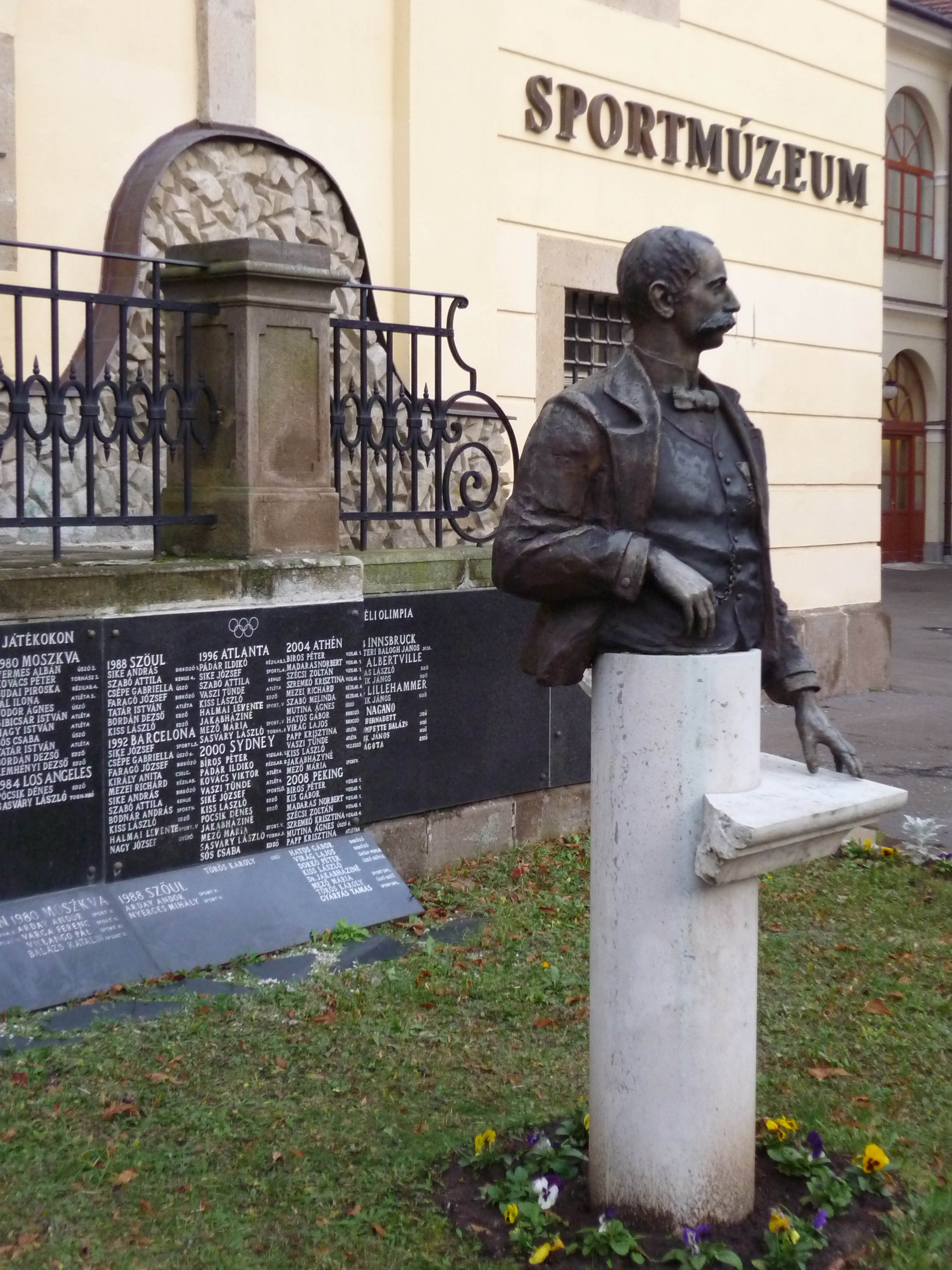
Kemény Ferenc szobra a megyeháza udvarán
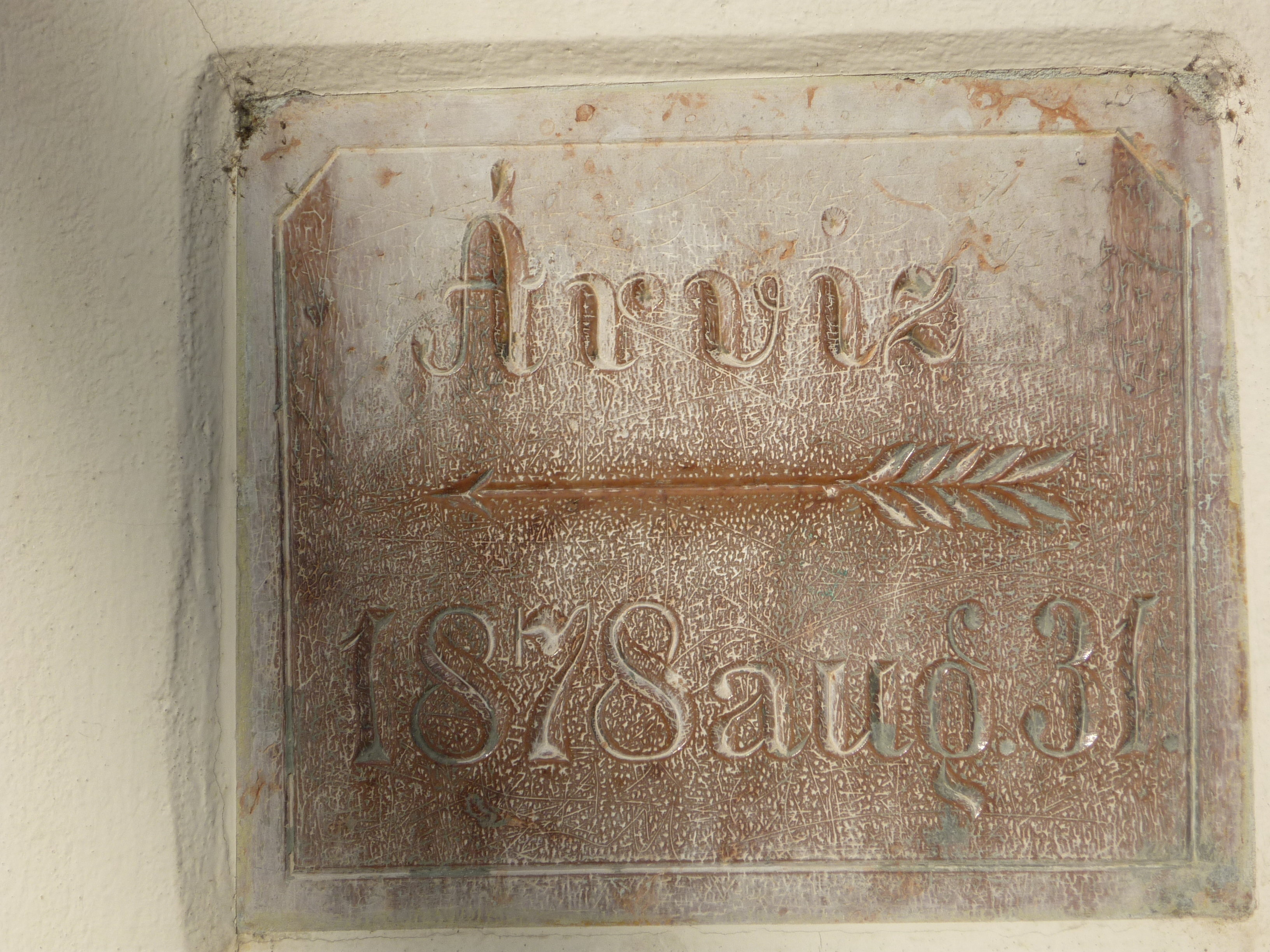
Az 1878. augusztus 31-i árvíz szintjét jelző emléktábla a megyeháza falán
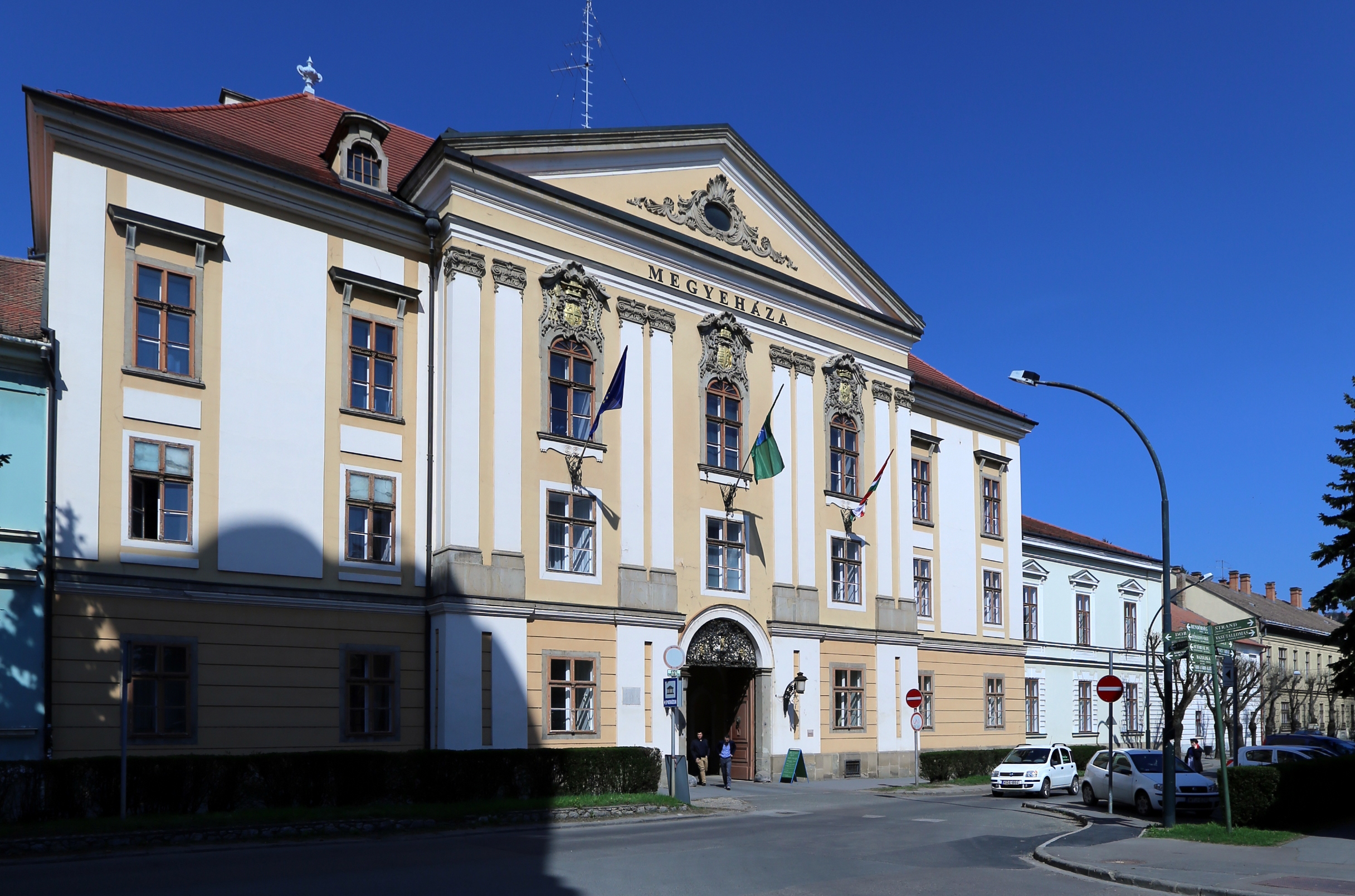
Megyeháza (Eger)
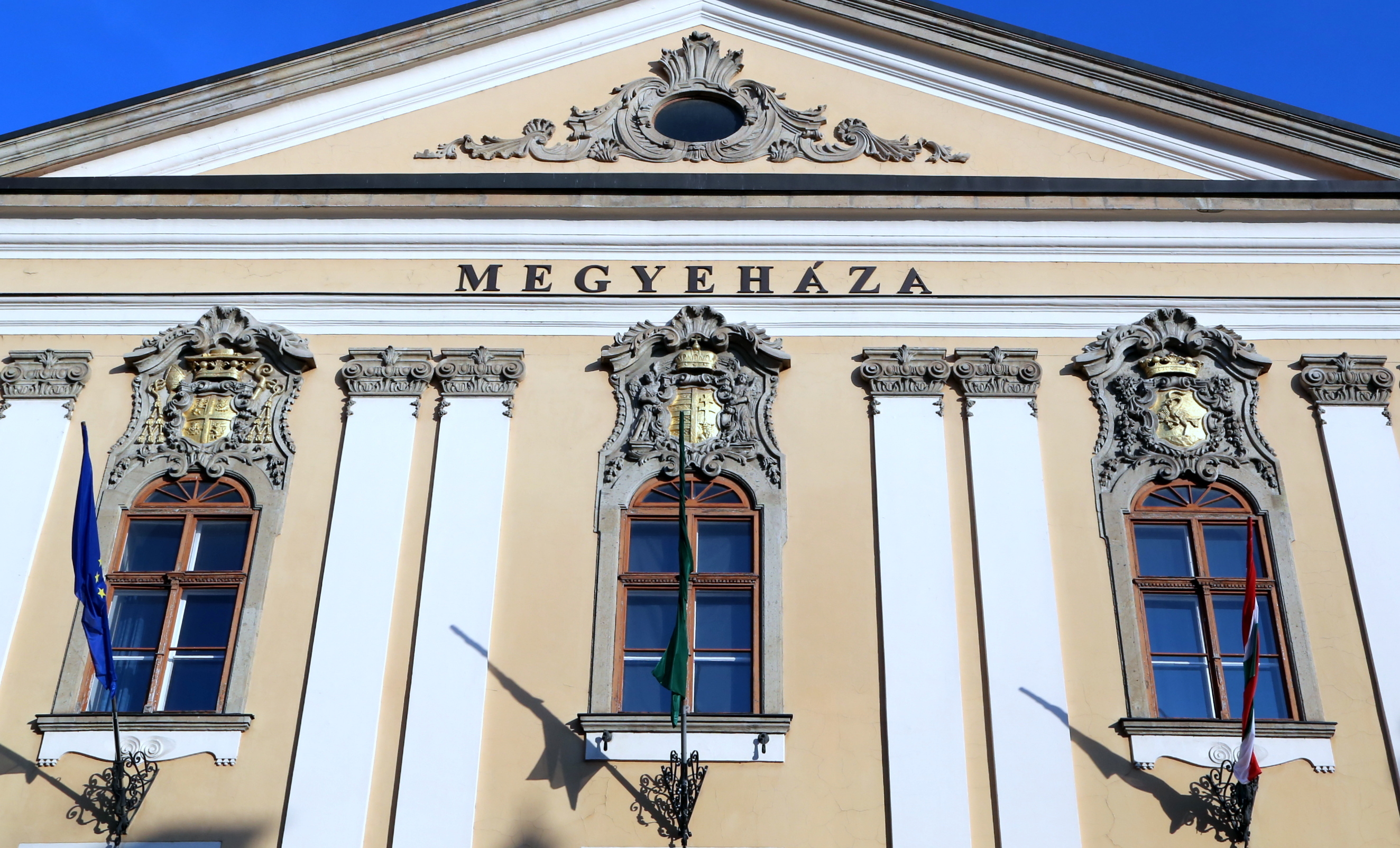
Magyarország, Heves megye és Barkóczy Ferenc püspök címere